# Криничная Гряда (Мозырский район)
Криничная Гряда (бел. Крынічная Града) — деревня в Осовецком сельсовете Мозырского района Гомельской области Республики Беларусь.
На северо-западной окраине 3 больших валуна ледникового происхождения — «Каменные быки», которые являются памятниками природы местного значения.

## География

### Расположение
В 53 км на запад от Мозыря, 20 км от железнодорожной станции Муляровка (на линии Лунинец — Калинковичи), 187 км от Гомеля.

## Транспортная сеть
Транспортные связи по просёлочной, затем автомобильной дороге Петриков — Мозырь. Застройка бессистемная. Деревянные усадьбы стоящие у просёлочной дороги.

## История
По письменным источникам известна с начала XX века. В 1931 году жители вступили в колхоз. Во время Великой Отечественной войны в декабре 1942 года оккупанты полностью сожгли деревню. В боях около деревни в 1941 и 1944 годах погибли 36 советских солдат (похоронены в братской могиле на юго-западной окраине). 8 жителей погибли на фронте. Согласно переписи 1959 года в составе совхоза «Осовец» (центр — деревня Осовец).

## Население

### Численность
- 2004 год — 4 хозяйства, 6 жителей.

### Динамика
- 1917 год — 15 дворов.
- 1940 год — 29 дворов, 88 жителей.
- 1959 год — 101 житель (согласно переписи).
- 2004 год — 4 хозяйства, 6 жителей.